# La Vie Electronique 4
La Vie Electronique 4 (LVE4) is een muziekalbum van Klaus Schulze, dat in 2009 voor de eerste keer als aparte set werd uitgegeven. Het bevat live-opnamen, maar publiek is niet te horen.
Schulze had in de jaren 70 zoveel inspiratie dat hij lang niet al zijn muziek kwijt kon in de reguliere uitgaven die toen via Virgin Records uitkwamen. Daarbij is zijn stijl in de afgelopen decennia nauwelijks gewijzigd, alhoewel de albums met zangeres Lisa Gerrard, die rond 2008 verschenen, een donkerder geluid laten horen. LVE4 laat live-opnamen horen uit het tijdperk, dat digitale toetsinstrumenten (nog) niet voorhanden waren en er gewerkt moest worden met de voorlopers van de synthesizer en de synthesizers zelf. Klaus Schulze zat tijdens concerten bijna geheel ingebouwd in de elektronische apparatuur. Delen van de opnamen van LVE4 waren eerder uitgegeven in de Jubilee Edition en The Ultimate Collection die in de jaren 90 verschenen, maar inmiddels uitverkocht zijn.
Volgens Schulzes gebruik in die jaren zijn het dus relatief lange stukken. 

## Musici
- Klaus Schulze – Synthesizers en apparatuur

## Composities

### Disc 1
1. Just an Old-Fashioned Schulze track (73:28)
  1. From Swerve of Shore... (2:55)
  2. ...to Bend of Bay (8:18)
  3. La belle dame sans merci (6:57)
  4. Rock is a Four-Letter Word (14:15)
  5. A Utilitarian view of Monitor’s Fight (4:11)
  6. No Coward Soul is Mine (7:41)
  7. Abgerissene Einfälle (7:09)
  8. Intensive Idylle (13:04)
  9. Endgame (8:56)

### Disc 2
1. Shadow piece (13:10)
2. I Sing the Body Electric (49:15)
  1. Dark Carnival (11:43)
  2. Dinosaur Tales (13:39)
  3. Ghosts of Forever (4:18)
  4. The Machineries of Joy (7:30)
  5. Fever Dream (5:40)
  6. Farewell Summer (6:24)
3. Das Herz von Grönland (14:16)

Een drukfout maakt Das Herz op de tracklist van het album een onderdeel van I can sing, dat is niet juist, want Schulze noemt de track apart.

### Disc 3
1. The Andromeda Strain (41:46)
  1. Gärung (17:51)
  2. Die Macht der Bilder (11:29)
  3. Kurzer Ohren Film (7:38)
  4. Bilderleben (4:46)
2. Make Room! Make Room! (28:57)
  1. Les extrêmes se touchent (13:55)
  2. Thomas Mann in Princetown (5:17)
  3. Für Konrad Bayer (9:44)
3. Darkest Steglitz (7:43)

## Aanvullende info
Disc 1 is in zijn geheel opgenomen tijdens een concert in 1975. Disc 2 is opgenomen tijdens concerten in 1975 en/of 1976 (track 1), 1976 Frankrijk (track 2) en 1976 Duitsland (track 3). Disc 3 is in zijn geheel opgenomen in 1976. Dit album staat vol met verwijzingen naar sciencefictionliteratuur:
- Het motto van het album is Do synthesizers dream of electric beeps? een parafrase op Do Androids Dream of Electric Sheep? van Philip K. Dick;
- I can sing the body electric is een boek van Ray Bradbury
- The Andromeda Strain is een film van onder meer Gil Mellé naar een boek van Michael Crichton
- Make Room! Make Room! is een boek van Harry Harrison.